# Chris D’Elia

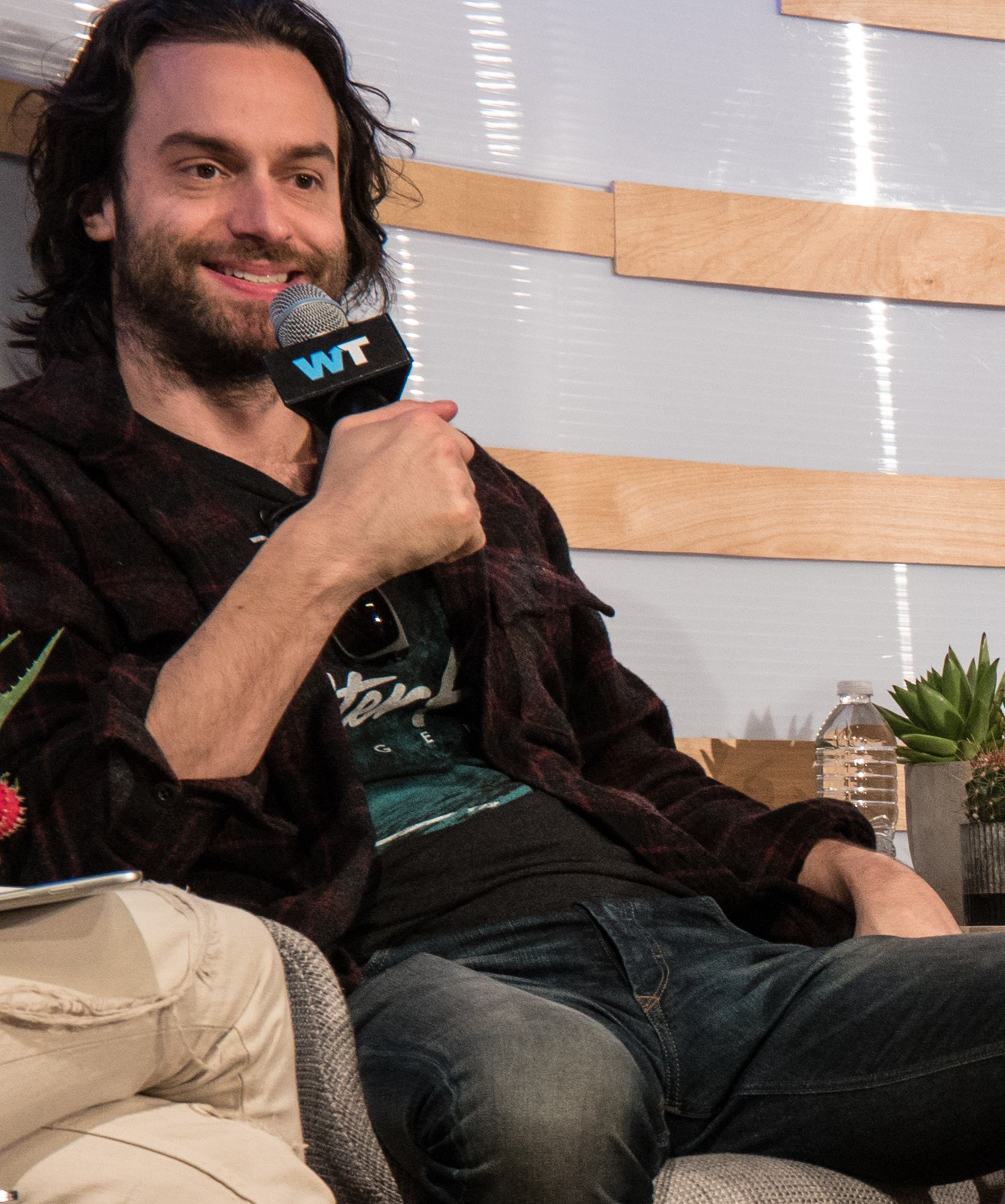
Chris D’Elia

Chris D’Elia (* 29. März 1980 in Los Angeles, Kalifornien) ist ein US-amerikanischer Stand-up-Comedian und Schauspieler.

## Leben
Sein Vater Bill D’Elia ist ein US-amerikanischer Fernsehproduzent, der unter anderem durch Boston Legal bekannt ist. D’Elia ist geschieden.
D’Elia trat bald nach Beginn seiner Karriere in Hollywoods Comedy Clubs auf. 2013 tourte er durch mehrere amerikanische Bundesstaaten. Seine Auftritte sind manchmal auch im amerikanischen Fernsehen zu sehen. So nahm er an den Shows Live at Gotham und Comedy Central Presents auf Comedy Central sowie in Live Nude Comedy des amerikanischen Pay-TV-Senders Showtime teil. Größere Bekanntheit erlangte D'Elia durch sein Mitwirken in amerikanischen Fernsehserien und Sitcoms wie Glory Daze auf TBS und Alex und Whitney – Sex ohne Ehe sowie Undateable auf NBC.

## Filmografie (Auswahl)
- 1996–1997: Chicago Hope – Endstation Hoffnung (Chicago Hope, Fernsehserie, 2 Episoden)
- 2005: Monk (Fernsehserie, Episode 4x05)
- 2010–2011: Glory Daze (Fernsehserie, 10 Episoden)
- 2011–2013: Alex und Whitney – Sex ohne Ehe (Whitney, Fernsehserie, 38 Episoden)
- 2014–2016: Undateable (Fernsehserie, 36 Episoden)
- 2016: XOXO
- 2017: Band Aid
- 2017: The Female Brain
- 2017: Little Evil
- 2018: Half Magic
- 2018: The Good Doctor (Fernsehserie, 4 Episoden)
- 2018: Alone Together (Fernsehserie, 7 Episoden)
- 2019: Huge in France (Fernsehserie, 3 Episoden)
- 2019: You – Du wirst mich lieben (You, Fernsehserie, 3 Episoden)
- 2020: Life in a Year